# Francisco Novella
Pedro Francisco Novella Azabal Pérez y Sicardo (Madrid, 21 de enero de 1769 – La Habana, Cuba, 9 de abril de 1822) fue un militar español con un papel destacado en el virreinato de Nueva España al servicio de la corona de España en las guerras de independencia hispanoamericanas.

## Biografía
Francisco Novella nació en Madrid en 1769. Fue promovido al cargo de subteniente en 1787. Teniente asiste a la defensa de Orán (1792). Concurre luego a la Guerra del Rosellón y Cataluña (1793-1794). Bajo el mandato del virrey Félix María Calleja del Rey, primer conde de Calderón, se estableció un fuerte en los viejos almacenes de tabaco de la Ciudad de México, que se conocía con el nombre de "La Ciudadela". El nuevo virrey Juan Ruiz de Apodaca convirtió el fuerte en un depósito de armas y municiones, y ordenó al brigadier Francisco Novella hacerse cargo de la plaza. Obtuvo los nombramientos de mariscal de campo de los Ejércitos Nacionales, subinspector y comandante general del cuerpo de Artillería.
Después de la proclamación del Plan de Iguala los sublevados bajo el mando de Iturbide iban ganado partidarios aceleradamente. Los realistas acaudillados por el brigadier Bucelli, dieron un ultimátum el 5 de julio de 1821 al virrey Juan Ruiz de Apodaca para renunciar al mando bajo. Apodaca regresó a España a enfrentar cargos, de los cuales, más tarde, sería absuelto y devuelto al servicio. El General Francisco Novella quedó en el mando de facto de Nueva España, y mientras tanto firmó un armisticio con Iturbide hasta el arribo del nuevo Jefe Político superior, Juan O'Donojú, a final de ese mismo mes de julio.
Novella se ocupó del mando de Nueva España del 5 de julio de 1821 hasta el 21 de julio de 1821, por la renuncia obligada de Apodaca, pero no recibió posteriormente del gobierno español el nombramiento interino de virrey ni de jefe político de Nueva España. Cuando entró en vigencia nuevamente la Constitución de Cádiz en marzo de 1820, y tras proclamarla el virrey Apodaca el 31 de mayo de 1820 en Nueva España, había desaparecido la organización por virreinatos sustituidos por provincias encabezadas por Jefes Políticos Superiores. Apodaca pidió el relevo en julio y Juan de O'Donoju fue designado en España como su sustituto para hacerse cargo del gobierno de Nueva España, en cuanto arribase a América.
Con el grado de mariscal de campo, Francisco Novella ejerció el mando del depuesto Apodaca durante casi un mes. Entregó a O'Donoju el mando de la guarnición militar de la Ciudad de México el 15 de septiembre, y de los fuertes de Veracruz, San Carlos de Perote y Acapulco. Novella recibe la orden de desalojar la capital entre el 21 y el 24 de septiembre para que pueda hacer su entrada el ejército Trigarante mexicano, que el 25 ocupa el bosque de Chapultepec y el 27 hace su entrada en la capital. Se trasladó a Veracruz, en poder español hasta el 26 de octubre y a mediados de ese mes embarcó para La Habana.
Su nombre en ocasiones no aparece en las listas de los virreyes o jefes políticos superiores de México. En 1822 tuvo una disputa con el capitán general de Cuba, Nicolás Mahy, ya que este ordenó no reconocer los grados otorgados por Francisco Novella bajo su mandato de facto.
| Predecesor: Juan Ruiz de Apodaca | Jefe Político Superior de Nueva España (sin nombramiento) 1821 | Sucesor: Juan O'Donojú |